# Ioan Meșotă
Ioan G. Meșotă (n. 6 iulie [S.V. 24 iunie] 1837, Brașov - d. 31 Ianuarie [S.V. 19 Ianuarie] 1878), a fost un profesor român, „unul dintre cei mai distinși profesori din Brașov”, cum îl caracteriza Corneliu Diaconovich în a sa Enciclopedie Română. 
Astăzi un colegiu național din Brașov, urmaș al școlii reale al cărei director a fost Ioan Meșotă, îi poartă numele. 

## Viața și activitatea
Născut la Dârste, în vremea aceea o mică așezare situată la 8 km de Brașov (astăzi cartier al orașului), Ioan Meșotă a fost un produs al gimnaziului inferior românesc și al celui superior german din Brașov, urmându-și apoi studiile la universitățile din Viena și din Bonn, unde și-a luat doctoratul în filozofie. Din anul 1861 a activat ca profesor la gimnaziul superior românesc brașovean, nou înființat.
În toamna anului 1869, alături de gimnaziu s-au deschis două noi școli afiliate de trei ani: una reala („Realschule”) și una comercială, iar dr. Ioan Meșotă care devenise din vara anului 1869 director adjunct, a preluat conducerea celor trei școli, reunite sub denumirea de „Școalele Centrale Române greco-ortodoxe din Brașov”, în calitate de director, funcție pe care a îndeplinit-o cu strălucire până la moartea sa prematură în anul 1878.
Lui i se datorează așezarea definitivă a învățământului românesc brașovean, inclusiv a celui real, pe calea modernității. A fost autor de manuale de istorie și de geografie, care au fost utilizate, o perioada apreciabilă, și în Vechiul Regat. A fost cel mai important animator al culturii românești brașovene din deceniile șapte și opt ale secolului al XIX-lea. Cu multă admirație, Mitropolitul Andrei Șaguna l-a denumit „mărgăritarul cel scump, vrednic să fie pus în coroana corpului profesoral”, iar Titu Maiorescu i-a lăudat „inteligența solidă și conștiința de lucru”, atunci când a propus candidatura sa ca membru corespondent al Academiei Române (ceea ce s-a și realizat la 13 septembrie 1877).

## Opera
- „Manual pentru istoria universală pentru școalele medii”, prelucrat după W. Pütz (vol. I, tipărit la Iași, 1867; vol. II, Iași, 1869; vol. III, București, 1880)
- Diferite tratate istorice, pedagogice și filozofice, publicate în Programele gimnaziului român din Brașov:
  - Idei inițiative despre epigrafia română, 1862
  - Dacii și resboaiele lui Traian în Dacia, 1863
  - Expunerea câtorva  fenomene sufleteșci cu privire la expresiunile psichologice în limba românească, 1866
  - Școalele reale în paralelă cu gimnasiul, 1873
- Diferite articole publicate prin foi și câteva convorbiri ocazionale:
  - Femeia și emanciparea ei, în Albina Carpaților , 1877
  - Discurs ținut cu ocasiunea inaugurării limbei franceze la școalele românești din Brașov, în Convorbiri Literare